# Rikken Minseitō

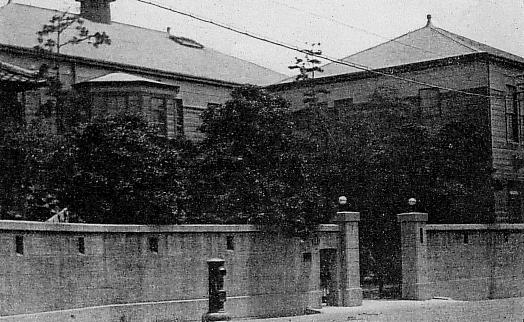
Minseitōs högkvarter i Tokyo, c:a 1930.

Rikken Minseitō, var ett japanskt parti, bildat 1927 genom omorganiserande av ett äldre, konstitutionellt parti, Kenseikai, Liksom detta stod M. de stora finanshusen nära. Det upplöstes 1940 vid Japans ombildning till totalitär stat men framträdde på nytt 1946 som det progressiva, senare det demokratiska partiet.

## Källa
- Minseito, Svensk uppslagsbok, 1955.